# 迪凱納 (密蘇里州)
迪凱納（英語：Duquesne）是位於美國密蘇里州賈斯珀縣的城市。

## 人口
根據2020年美國人口普查的數據，迪凱納的面積為5.04平方千米，皆為陸地。當地共有人口2159人，而人口密度為每平方千米428人。